# Юлия Манукян
Юлия Манукян е български музиколог, драматург, либретист и сценарист.

## Биография
Юлия Даскалова-Манукян е завършила Българска държавна консерватория – София (понастоящем НМА). Дългогодишен преподавател по история на музиката и музикална теория в НУМСИ „Проф. Панчо Владигеров“. Член на секция „Музиколози“ към Съюза на българските композитори – София. с участия в научни национални и международни конференции по музикознание. Автор на изследвания в областта на история на музиката, публикации в специализирани музикални издания и в поредица музикални предавания на БНР.

## Авторски проекти
- „Реформаторът“ от Юлия Манукян|„Реформаторът“ (музикална комедия)
- „Златният Орфей“ (концерт-спектакъл)
- „Романтична комедия“ (музикална комедия)
- „Бар накрая на света“ (концерт-спектакъл)
- „С музиката на Мориконе“ (мултимедие концерт)
- „Някъде накрай света“ (музикална комедия)
- „Момчето, което говори с морето“ (концерт-спектакъл)
- "Обич разпиляна (концерт-спектакъл)
- „Моите неизпратени писма“ (концерт-спектакъл)
- „100 години Франк Синатра“ (мултимедиен концерт)
- „Нещо на сериозно, нещо на шега“ (концерт-спектакъл)
- Метъл-балет „Дежа Вю“
- Концерт-спектакъл „Рок-барок“
- „Ах, този мюзикъл“
- „Любов, любов, любов...“ (концерт-спектакъл)
- „Всичко разрешено, нищо забранено“ (комедия)
- „Армения – душа от камък“ (музикално-поетичен концерт)
- „Дървено червено конче“ (драма)
- „Музика към видеогри“

## Български звезди – участници в проектите ѝ
- Орлин Горанов
- Тони Димитрова
- Маргарита Хранова
- Йорданка Христова
- Герасим Георгиев-Геро
- Димитър Рачков
- Васил Петров
- Милица Гладнишка
- Александър Сано
- Ненчо Балабанов
- Филип Аврамов
- Орлин Павлов
- Панайот Панайотов
- Галя Ичеренска
- Александър Мутафчийски
- Еделина Кънева
- Трио Тенорите
- Мара Чепанова
- Стефан Рядков
- Камен Воденичаров
- Тончо Токмакчиев
- Соня Ковчезлиева
- Илиан Божков

## Институции, с които работи
- Българско национално радио – сценарист на радио
- Симфониета – Видин
- Държавна опера – Бургас
- Плевенска филхармония
- Театрално-музикален център – Разград
- Шуменска филхармония
- Държавна опера – Пловдив
- AGBU Chamber Orchestra – Sofia
- Държавен симфоничен оркестър – Сливен
- Камерен оркестър „Дианополис“
- Общински хор „Родна песен“ – Бургас

Концерти и спектакли по нейни сценарии са представяни на повечето сцени в България.
От 2010 година е сценарист към Levon Manukyan Collegium Musicum в партньорство с диригента Левон Манукян.